# Dario Cataldo
Dario Cataldo (Lanciano, 17 de março de 1985) é um ciclista de estrada profissional italiano, membro da equipe cazaquistanesa de categoria UCI ProTeam, Astana.